# Mychajlo Mudryk
Mychajlo Petrowytsch Mudryk (ukrainisch: Михайло Петрович Мудрик; * 5. Januar 2001 in Krasnohrad) ist ein ukrainischer Fußballspieler. Der Flügelspieler steht seit Mitte Januar 2023 beim FC Chelsea unter Vertrag.

## Karriere

### Verein
Mudryk begann 2010 bei Metalist Charkiw mit dem Fußballspielen. Nach vier Jahren in Charkiw wechselte er zur Akademie von Dnipro Dnipropetrowsk. 2016 kam er zu Schachtar Donezk. Sein Debüt für Schachtar gab er im ukrainischen Pokal am 31. Oktober 2018 im Spiel gegen Olimpik Donetsk. Im Februar 2019 wurde er für den Rest der Saison 2018/19 an den ukrainischen Erstligisten Arsenal Kiew ausgeliehen, wo er 10 Spiele bestritt, ohne ein Tor zu erzielen. In der Saison 2019/20 gewann Mudryk mit Schachtar die nationale Meisterschaft, wobei Mudryk drei Einsätze in der Liga absolvierte.
Im Sommer 2020 unterschrieb er einen Leihvertrag mit dem ukrainischen Erstligisten Desna Tschernihiw und qualifizierte sich für die dritte Qualifikationsrunde der UEFA Europa League. Er blieb vier Monate in Tschernihiw und bestritt zehn Spiele in der ukrainischen Premjer-Liha und einen im ukrainischen Pokal. Danach kehrte er zu Schachtar zurück.
Sein erstes Tor in der Premjer-Liha erzielte er am 18. September 2021, bei einem 5:0-Auswärtssieg von Schachtar beim FK Mariupol. In der Saison 2021/22 wurde Mudryk ein fester Bestandteil des Teams und kam regelmäßig zum Einsatz, bevor die Saison aufgrund des russischen Überfalls auf die Ukraine abgebrochen werden musste.
Mitte Januar 2023 wechselte Mudryk in die Premier League zum FC Chelsea, bei dem er einen Vertrag bis zum 30. Juni 2031 unterschrieb. Laut übereinstimmenden Medienberichten betrug das Gesamtvolumen der Ablöse 100 Millionen Euro, aufgeteilt in 70 Millionen Euro Sockelablöse und 30 Millionen an möglichen Boni. Am 17. Dezember wurde er vorläufig gesperrt, nachdem er bei einem Dopingtest positiv auf Meldonium getestet wurde.

### Nationalmannschaft
Mudryk kam in verschiedenen Jugendauswahlen seines Heimatlandes von der U15 bis zur U21 zum Einsatz. Im April 2022 wurde er erstmals in die ukrainische A-Nationalmannschaft berufen, die sich im April und Mai 2022 im Trainingslager in Slowenien befand. Er debütierte am 1. Juni 2022 beim 3:1-Sieg gegen Schottland im Rahmen der Play-offs zur Weltmeisterschaft 2022 in Katar. Im Finale, in dem Mudryk in der Schlussphase eingewechselt wurde, scheiterte man allerdings an Wales.

## Titel
- Ukrainischer Meister: 2020
- Ukrainischer Supercupsieger: 2021